# سنان الشبيبي
سنان محمد رضا الشبيبي "سنان الشبيبي" (1 يوليو 1941، بغداد - 8 يناير 2022 خبير اقتصادي ومحافظ البنك المركزي العراقي من سبتمبر 2003 إلى أكتوبر 2012. وهو أول محافظ للبنك المركزي بعد احتلال العراق من قبل قوات التحالف.

## نشأته و تعليمه
ولد الشبيبي في بغداد في 1 يوليو 1941، والده محمد رضا الشبيبي شاعر و مفكر و سياسي عراقي بارز. ارتاد الشبيبي كلية الاقتصاد والعلوم السياسية في جامعة بغداد و تخرج في عام 1966 حاصلاً على شهادة بكالوريوس في الاقتصاد، كما حصل على دبلوم في الدراسات العليا في التنمية و الاقتصاد، شهادة ماجستير بعلم الاقتصاد من جامعة مانشستر في مانشستر، المملكة المتحدة (1970-1971). و حصل أيضاً على شهادة دكتوراه بعلم الاقتصاد من جامعة برستل في برستل، المملكة المتحدة عام 1975.

## بداية حياته المهنية
منذ مايو 1975 حتى مارس 1977 كان سنان الشبيبي رئيس قسم الإستيراد والتسويق في وزارة النفط العراقية، و منذ أبريل 1977 حتى ديسمبر 1980، كان الشبيبي رئيس قسم التخطيط و التنسيق في وزارة التخطيط العراقية.
بعد اندلاع الحرب العراقية - الإيرانية، انتقل الشبيبي إلى جينيف، سويسرا حيث بقي هناك من ديسمبر 1980 حتى أكتوبر 2001 و عمل كخبير اقتصادي في مؤتمر الأمم المتحدة للتجارة والتنمية.

## محافظاً للبنك المركزي العراقي
منذ توليه منصب محافظ البنك المركزي العراقي أدخل أنظمة الحسابات ونظم الدفع الحديثة للمؤسسة المالية، واستبدل الطابعات اليدوية و الحاسبات بأنظمة حواسيب حديثة، و أدوات المحاسبة كمزادات بيع العملة، واستبدل العملة النقدية ما قبل عام 2003 إلى العملة الجديدة ما بين أكتوبر 2003 و يناير 2004. كما قام بإشراك البنك المركزي العراقي في صندوق النقد الدولي و البنك الدولي، بالإضافة لمفاوضات نادي باريس حيث وافقت 19 دولة على إعفاء العراق من 80% بالمئة من ديون ما قبل-2003 لمساعدة العراق التعافي من مرحلة ما بعد الحرب التي قادتها الولايات المتحدة في 2003.
على الرغم من عدم اللاإستقرار المحلي و الإقليمي في المنطقة استطاع الشبيبي الحفاظ على سعر صرف الدينار العراقي مقابل الدولار الأمريكي على 1190 دينار لكل 1 دولار أمريكي (بينما كان سعر الصرف 2214 دينار لكل 1 دولار في عام 2002)، و قلل نسبة التضخم المالي (من 64% عام 2006، إلى 5.2% عام 2012)، وضاعف احتياطي الذهب إلى 32 طن، كما ظل مدافعاً قوياً على إستقلالية البنك المركزي. إستعماله لهذه السياسات و ارتفاع إيرادات النفط ساعدت على رفع احتياطي النقد الأجنبي إلى ما يقارب 67$ مليار (في سبتمبر 2012) على ما كان في 2002 (2.7$ في ديسمبر).

## مطبوعاته
- مساعدات الأوبك، الموضوعات والأداء في مجلة الأوبك، فيينا، في ربيع عام 1987.
- حصة العرب في مساعدات الأوبك، بعض الحقائق ذات العلاقة نشرت باللغة العربية في مجلة المستقبل العربي/ مركز دراسات الوحدة العربية بيروت، أيلول 1988.
- آفاق للاقتصاد العراقي، مواجهة الواقع الجديد، ورقة قدمت إلى المؤتمر حول “مستقبل العراق” المنظمة من قبل معهد الشرق الأوسط/ واشنطن، نشرت الورقة في كتاب تحت نفس العنوان في تشرين الثاني 1997، وأعيد طبعها في سكرتارية الانكتاد، تعامل الورقة مع أثر الحصار والدين وتعويضات الحرب على الآفاق المستقبلية للاقتصاد العراقي.
- عولمة التمويل مضامين سياسات للاقتصاد الكلية وإدارة الدين، آذار 2001، ورقة قدمت إلى المؤتمر حول العولمة والخليج المنظمة من قبل معهد الدراسات العربية والإسلامية، جامعة اكستير، إنكلترا، 2-4 تموز 2001.

## اقرأ ايضاً
- البنك المركز العراقي
- اقتصاد العراق